# Lista över fornlämningar i Varbergs kommun (Rolfstorp)
Lista över fornlämningar i Varbergs kommun (Rolfstorp) är en förteckning av ett urval av de fornlämningar som finns i Rolfstorp i Varbergs kommun.
| Namn                                      | Lämningstyp                 | Tillkomsttid | Historisk indelning | Plats | Läge                 | ID-nr          | Bild                                      |
| ----------------------------------------- | --------------------------- | ------------ | ------------------- | ----- | -------------------- | -------------- | ----------------------------------------- |
| Rolfstorp 1:1                             | Hög                         |              | Rolfstorp, Halland  |       | 57.148528, 12.437071 | 10148400010001 | Ladda upp en bild av detta fornminne      |
| Rolfstorp 2:1                             | Hög                         |              | Rolfstorp, Halland  |       | 57.148831, 12.436210 | 10148400020001 | Ladda upp en bild av detta fornminne      |
| Stämmet (Rolfstorp 3:1)                   | Stenkrets                   |              | Rolfstorp, Halland  |       | 57.150909, 12.432945 | 10148400030001 | Ladda upp en bild av detta fornminne      |
| Höga Rör (Rolfstorp 5:1)                  | Röse                        |              | Rolfstorp, Halland  |       | 57.153923, 12.429459 | 10148400050001 | Ladda upp en bild av detta fornminne      |
| Rolfstorp 6:1                             | Röse                        |              | Rolfstorp, Halland  |       | 57.157697, 12.436346 | 10148400060001 | Ladda upp en bild av detta fornminne      |
| Rolfstorp 7:1                             | Stensättning                |              | Rolfstorp, Halland  |       | 57.154587, 12.435717 | 10148400070001 | Ladda upp en bild av detta fornminne      |
| Rolfstorp 8:1                             | Röse                        |              | Rolfstorp, Halland  |       | 57.158606, 12.436671 | 10148400080001 | Ladda upp en bild av detta fornminne      |
| Rolfstorp 8:2                             | Stensättning                |              | Rolfstorp, Halland  |       | 57.159039, 12.436815 | 10148400080002 | Ladda upp en bild av detta fornminne      |
| Ivars kulle (Rolfstorp 10:1)              | Röse                        |              | Rolfstorp, Halland  |       | 57.163558, 12.486616 | 10148400100001 | Ladda upp en bild av detta fornminne      |
| Rolfstorp 11:1                            | Stensättning                |              | Rolfstorp, Halland  |       | 57.163162, 12.487193 | 10148400110001 | Ladda upp en bild av detta fornminne      |
| Rolfstorp 12:1                            | Hög                         |              | Rolfstorp, Halland  |       | 57.162554, 12.487406 | 10148400120001 | Ladda upp en bild av detta fornminne      |
| Långeberg (Rolfstorp 13:1)                | Röse                        |              | Rolfstorp, Halland  |       | 57.164392, 12.483149 | 10148400130001 | Ladda upp en bild av detta fornminne      |
| Rolfstorp 14:1                            | Hög                         |              | Rolfstorp, Halland  |       | 57.164684, 12.482239 | 10148400140001 | Ladda upp en bild av detta fornminne      |
| Rolfstorp 15:1                            | Gravfält                    |              | Rolfstorp, Halland  |       | 57.165240, 12.482059 | 10148400150001 | Ladda upp en bild av detta fornminne      |
| Rolfstorp 16:1                            | Hög                         |              | Rolfstorp, Halland  |       | 57.164067, 12.483677 | 10148400160001 | Ladda upp en bild av detta fornminne      |
| Rolfstorp 16:2                            | Stensättning                |              | Rolfstorp, Halland  |       | 57.164052, 12.484191 | 10148400160002 | Ladda upp en bild av detta fornminne      |
| Rolfstorp 16:3                            | Stensättning                |              | Rolfstorp, Halland  |       | 57.164017, 12.484376 | 10148400160003 | Ladda upp en bild av detta fornminne      |
| Rolfstorp 17:1                            | Hög                         |              | Rolfstorp, Halland  |       | 57.163491, 12.481946 | 10148400170001 | Ladda upp en bild av detta fornminne      |
| Ranahögen (Rolfstorp 18:1)                | Gravfält                    |              | Rolfstorp, Halland  |       | 57.163614, 12.480039 | 10148400180001 | Ladda upp en bild av detta fornminne      |
| Rolfstorp 19:1                            | Stensättning                |              | Rolfstorp, Halland  |       | 57.161985, 12.437900 | 10148400190001 | Ladda upp en bild av detta fornminne      |
| Rolfstorp 19:2                            | Stensättning                |              | Rolfstorp, Halland  |       | 57.161841, 12.437819 | 10148400190002 | Ladda upp en bild av detta fornminne      |
| Rolfstorp 20:1                            | Stensättning                |              | Rolfstorp, Halland  |       | 57.160362, 12.437576 | 10148400200001 | Ladda upp en bild av detta fornminne      |
| Rolfstorp 21:1                            | Röse                        |              | Rolfstorp, Halland  |       | 57.157859, 12.457020 | 10148400210001 | Ladda upp en bild av detta fornminne      |
| Rolfstorp 22:1                            | Röse                        |              | Rolfstorp, Halland  |       | 57.158083, 12.454551 | 10148400220001 | Ladda upp en bild av detta fornminne      |
| Rolfstorp 23:1                            | Röse                        |              | Rolfstorp, Halland  |       | 57.151258, 12.451500 | 10148400230001 | Ladda upp en bild av detta fornminne      |
| Rolfstorp 24:1                            | Stenkrets                   |              | Rolfstorp, Halland  |       | 57.144200, 12.450423 | 10148400240001 | Ladda upp en bild av detta fornminne      |
| 1)Rolfs sten 2)Offersten (Rolfstorp 25:1) | Grav markerad av sten/block |              | Rolfstorp, Halland  |       | 57.144614, 12.452976 | 10148400250001 | Ladda upp en bild av detta fornminne      |
| Rolfstorp 26:1                            | Hög                         |              | Rolfstorp, Halland  |       | 57.150028, 12.458643 | 10148400260001 | Ladda upp en bild av detta fornminne      |
| Rolfstorp 27:1                            | Stensättning                |              | Rolfstorp, Halland  |       | 57.154686, 12.460735 | 10148400270001 | Ladda upp en bild av detta fornminne      |
| Rolfstorp 28:1                            | Stensättning                |              | Rolfstorp, Halland  |       | 57.152443, 12.460271 | 10148400280001 | Ladda upp en bild av detta fornminne      |
| Rolfstorp 29:1                            | Hög                         |              | Rolfstorp, Halland  |       | 57.155347, 12.464368 | 10148400290001 | Ladda upp en bild av detta fornminne      |
| Rolfstorp 30:1                            | Hög                         |              | Rolfstorp, Halland  |       | 57.143956, 12.465777 | 10148400300001 | Ladda upp en bild av detta fornminne      |
| Rolfstorp 31:1                            | Hög                         |              | Rolfstorp, Halland  |       | 57.142557, 12.461529 | 10148400310001 | Ladda upp en bild av detta fornminne      |
| Rolfstorp 31:2                            | Hög                         |              | Rolfstorp, Halland  |       | 57.142530, 12.461174 | 10148400310002 | Ladda upp en bild av detta fornminne      |
| Rolfstorp 33:1                            | Gravfält                    |              | Rolfstorp, Halland  |       | 57.142673, 12.483256 | 10148400330001 | Ladda upp en bild av detta fornminne      |
| Rolfstorp 34:1                            | Gravfält                    |              | Rolfstorp, Halland  |       | 57.144248, 12.453883 | 10148400340001 | Ladda upp en bild av detta fornminne      |
| Rolfstorp 36:1                            | Hög                         |              | Rolfstorp, Halland  |       | 57.144026, 12.463731 | 10148400360001 | Ladda upp en bild av detta fornminne      |
| Rolfstorp 39:1                            | Stensättning                |              | Rolfstorp, Halland  |       | 57.140851, 12.487094 | 10148400390001 | Ladda upp en bild av detta fornminne      |
| Rolfstorp 39:2                            | Hög                         |              | Rolfstorp, Halland  |       | 57.140821, 12.486650 | 10148400390002 | Ladda upp en bild av detta fornminne      |
| Rolfstorp 41:1                            | Stensättning                |              | Rolfstorp, Halland  |       | 57.136495, 12.480319 | 10148400410001 | Ladda upp en bild av detta fornminne      |
| Rolfstorp 44:1                            | Stensättning                |              | Rolfstorp, Halland  |       | 57.141922, 12.483489 | 10148400440001 | Ladda upp en bild av detta fornminne      |
| Rolfstorp 44:2                            | Hög                         |              | Rolfstorp, Halland  |       | 57.141787, 12.483485 | 10148400440002 | Ladda upp en bild av detta fornminne      |
| Rolfstorp 44:3                            | Stensättning                |              | Rolfstorp, Halland  |       | 57.141679, 12.483495 | 10148400440003 | Ladda upp en bild av detta fornminne      |
| Rolfstorp 44:4                            | Stensättning                |              | Rolfstorp, Halland  |       | 57.141562, 12.483489 | 10148400440004 | Ladda upp en bild av detta fornminne      |
| Rolfstorp 46:1                            | Hög                         |              | Rolfstorp, Halland  |       | 57.137243, 12.486650 | 10148400460001 | Ladda upp en bild av detta fornminne      |
| Dalrör (Rolfstorp 47:1)                   | Röse                        |              | Rolfstorp, Halland  |       | 57.138461, 12.495071 | 10148400470001 | Ladda upp en bild av detta fornminne      |
| Rolfstorp 48:1                            | Hög                         |              | Rolfstorp, Halland  |       | 57.134049, 12.487573 | 10148400480001 | Ladda upp en bild av detta fornminne      |
| Rolfstorp 49:1                            | Röse                        |              | Rolfstorp, Halland  |       | 57.125167, 12.482673 | 10148400490001 | Ladda upp en bild av detta fornminne      |
| Pyttstenen (Rolfstorp 51:1)               | Grav markerad av sten/block |              | Rolfstorp, Halland  |       | 57.130760, 12.507382 | 10148400510001 | Ladda upp en bild av detta fornminne      |
| Pyttstenen (Rolfstorp 51:2)               | Grav markerad av sten/block |              | Rolfstorp, Halland  |       | 57.130783, 12.507247 | 10148400510002 | Ladda upp en bild av detta fornminne      |
| Ökulan (Rolfstorp 52:1)                   | Röse                        |              | Rolfstorp, Halland  |       | 57.168943, 12.478466 | 10148400520001 | Ladda upp en bild av detta fornminne      |
| Himmelsborg (Rolfstorp 53:1)              | Hög                         |              | Rolfstorp, Halland  |       | 57.167346, 12.480342 | 10148400530001 | Ladda upp en bild av detta fornminne      |
| Rolfstorp 54:1                            | Hög                         |              | Rolfstorp, Halland  |       | 57.165500, 12.480928 | 10148400540001 | Ladda upp en bild av detta fornminne      |
| Rolfstorp 54:2                            | Stensättning                |              | Rolfstorp, Halland  |       | 57.165471, 12.481171 | 10148400540002 | Ladda upp en bild av detta fornminne      |
| Rolfstorp 54:3                            | Röse                        |              | Rolfstorp, Halland  |       | 57.165454, 12.481437 | 10148400540003 | Ladda upp en bild av detta fornminne      |
| Rolfstorp 54:4                            | Stensättning                |              | Rolfstorp, Halland  |       | 57.165612, 12.481051 | 10148400540004 | Ladda upp en bild av detta fornminne      |
| Guldkläppen (Rolfstorp 55:1)              | Röse                        |              | Rolfstorp, Halland  |       | 57.133589, 12.509199 | 10148400550001 | Ladda upp en bild av detta fornminne      |
| Guldkläppen (Rolfstorp 55:2)              | Stensättning                |              | Rolfstorp, Halland  |       | 57.133441, 12.509362 | 10148400550002 | Ladda upp en bild av detta fornminne      |
| Mute ljung (Rolfstorp 56:1)               | Gravfält                    |              | Rolfstorp, Halland  |       | 57.131374, 12.517115 | 10148400560001 | Ladda upp en till bild av detta fornminne |
| Rolfstorp 68:1                            | Stensättning                |              | Rolfstorp, Halland  |       | 57.134483, 12.499935 | 10148400680001 | Ladda upp en bild av detta fornminne      |
| Rolfstorp 68:2                            | Stensättning                |              | Rolfstorp, Halland  |       | 57.134474, 12.500580 | 10148400680002 | Ladda upp en bild av detta fornminne      |
| Rolfstorp 68:3                            | Stensättning                |              | Rolfstorp, Halland  |       | 57.134144, 12.500346 | 10148400680003 | Ladda upp en bild av detta fornminne      |
| Rolfstorp 104:1                           | Stensättning                |              | Rolfstorp, Halland  |       | 57.127431, 12.507694 | 10148401040001 | Ladda upp en bild av detta fornminne      |
| Rolfstorp 106:1                           | Stensättning                |              | Rolfstorp, Halland  |       | 57.148763, 12.582528 | 10148401060001 | Ladda upp en bild av detta fornminne      |
| Rolfstorp 110:1                           | Röse                        |              | Rolfstorp, Halland  |       | 57.153383, 12.430167 | 10148401100001 | Ladda upp en bild av detta fornminne      |
| Rolfshög. (Rolfstorp 112:1)               | Hög                         |              | Rolfstorp, Halland  |       | 57.143822, 12.452910 | 10148401120001 | Ladda upp en bild av detta fornminne      |
| Rolfstorp 113:1                           | Stensättning                |              | Rolfstorp, Halland  |       | 57.141678, 12.428291 | 10148401130001 | Ladda upp en bild av detta fornminne      |
| Rolfstorp 119:1                           | Stensättning                |              | Rolfstorp, Halland  |       | 57.163651, 12.487647 | 10148401190001 | Ladda upp en bild av detta fornminne      |
| Rolfstorp 119:2                           | Stensättning                |              | Rolfstorp, Halland  |       | 57.163784, 12.487730 | 10148401190002 | Ladda upp en bild av detta fornminne      |
| Rolfstorp 165                             | Stensättning                |              | Rolfstorp, Halland  |       | 57.134029, 12.517893 | 12000000002754 | Ladda upp en bild av detta fornminne      |
| Rolfstorp 168                             | Borg                        |              | Rolfstorp, Halland  |       | 57.143950, 12.468637 | 12000000019805 | Ladda upp en bild av detta fornminne      |
| Skällinge 71:1                            | Fornborg                    |              | Rolfstorp, Halland  |       | 57.163652, 12.459324 | 10149000710001 | Ladda upp en bild av detta fornminne      |